# Élection présidentielle colombienne de 1909
 (signalé en août 2025).
Si vous disposez d'ouvrages ou d'articles de référence ou si vous connaissez des sites web de qualité traitant du thème abordé ici, merci de compléter l'article en donnant les références utiles à sa vérifiabilité et en les liant à la section « Notes et références ».
- Archive Wikiwix
- Bing
- Cairn
- DuckDuckGo
- E. Universalis
- Gallica
- Google
- G. Books
- G. News
- G. Scholar
- Persée
- Qwant
- (zh) Baidu
- (ru) Yandex
- (wd) trouver des œuvres sur Wikidata

L'élection présidentielle de Colombie de 1909, qui se déroule le 7 août 1909, permet de définir son nouveau président, chargé de finir le mandat du président sortant Rafael Reyes Prieto, qui devait se terminer en 1910. 
Le candidat gagnant est le vice-président Ramón González Valencia. 

## Contexte
En 1904, le conservateur Rafael Reyes Prieto est élu président. Du 16 mars au 16 avril 1908, durant l'absence du président, Diego Euclides de Angulo Lemos assure par intérim la présidence.
En janvier 1909, le président Reyes négocie un traité pour régler les relations avec les États-Unis, qui s'étaient détériorées depuis l'intervention américaine qui favorisait la séparation du Panama. Cependant, cette mesure est largement rejetée par l'opinion publique, ce qui provoque une forte opposition qui se matérialise par de violentes émeutes. 
Sous la pression populaire et politique, Reyes quitte la capitale et se rend à Magangué (Bolívar) le 8 juin 1909, où il rédige un manifeste dans lequel il déclare renoncer à la présidence et laisser le pouvoir au général Holguín, en attendant la prochaine réunion du congrès le 20 juillet pour élire son successeur. En conséquence, le cabinet est réorganisé et Holguín exerce le pouvoir exécutif. 
La démission de Reyes est devenue publique lorsque, le 3 août, le Congrès national a organisé des élections pour choisir son successeur, expulsant Holguín de la présidence, à la suite d'élections législatives extraordinaires en juin. 
Le nouveau président ne sera pas élu pour un mandat de 6 ans, mais pour un mandat exceptionnel d'une année, qui devra se terminer en 1910, date officielle de la fin du mandat du président Reyes.
Pour ce scrutin présidentiel particulier, le collège électoral est composé de 79 grands électeurs. 

## Candidats
Les élections de 1909 voient s'opposer 3 candidats :
- Ramón González Valencia (parti conservateur)
- Marco Fidel Suárez (parti national)
- Guillermo Quintero Calderón (sans étiquette)

## Résultats
| Candidat à la présidence | Candidat à la présidence    | Parti ou mouvement | Votes |
| ------------------------ | --------------------------- | ------------------ | ----- |
|                          | Ramón González Valencia     | Conservateur       | 47    |
|                          | Marco Fidel Suárez          | National           | 31    |
|                          | Guillermo Quintero Calderón | Indépendant        | 1     |
| Total                    | Total                       | Total              | 79    |